# Heckler & Koch MP5K
De Heckler & Koch MP5K is een afgekorte versie van de succesvolle MP5 machinepistoolserie van Heckler & Koch. MP5K staat voor ''Maschinenpistole 5 Kurz. Het wapen werd ontwikkeld in 1976, is compact, licht (2 kg leeg, 2,53 kg met 30 patronen) en heeft een hoge vuursnelheid van 900 schoten per minuut. Door de voorgreep is dit model ook zeer wendbaar en makkelijk te richten. Het is onderdeel van de standaardbewapening van de Nederlandse Dienst Koninklijke en Diplomatieke Beveiliging.